# Nephelaphyllum trapoides
Nephelaphyllum trapoides är en orkidéart som beskrevs av Johannes Jacobus Smith. Nephelaphyllum trapoides ingår i släktet Nephelaphyllum och familjen orkidéer. Inga underarter finns listade i Catalogue of Life.